# Strakoš
Strákoš ali evrópski strákoš (znanstveno ime Hydrobates pelagicus) je morska ptica iz družine strakošev Hydrobatidae. 

Velika večina populacije gnezdi na otokih ob severnih obalah Evrope, z največjim številom na Ferskih otokih (150,000–400,000 parov), v Združenem kraljestvu (20,000–150,000), na Irskem (50,000–100,000) in Islandiji (50,000–100,000), z manjšimi gnezdišča ob obalah Norveške, Malte, Španije, Kanarskih otokov, Italije, Francije in Grčije.
Mediteranska populacija H. p. melitensis je ločena podvrsta, katere glavna gnezdišča so otok Filfla (Malta), Sicilija in Balearski otoki. Te podvrste na morju ni mogoče ločiti od njenih atlantskih sorodnikov. 
Strakoš gnezdi v kolonijah blizu morja v brlogih ali kamnitih razpokah. Leže eno belo jajce.